# Nitrazepam
El nitrazepam, comercializado principalmente bajo la marca Mogadon, es un fármaco hipnótico de la clase de las benzodiazepinas que se utiliza en medicina para el alivio a corto plazo de la ansiedad y el insomnio graves e incapacitantes. También tiene propiedades sedantes (calmantes), así como efectos amnésicos (que inducen el olvido), anticonvulsivos y relajantes del músculo esquelético .
Luego de su síntesis, fue patentado en 1961 y entró en uso médico comercial en el año 1965.

## Indicaciones
El nitrazepam es aprobado en algunos países para el manejo de dificultad para conciliar el sueño a corto plazo (insomnio). Es también usado en personas que suelen despertar frecuentemente, o despertar repetidas veces o una combinación de ambas circunstancias.
El nitrazepam se usa en algunos casos en el manejo de la epilepsia cuando fallan otros medicamentos. Se ha reportado que es más eficaz que el clonazepam en el tratamiento del síndrome de West, que es una epilepsia dependiente de la edad que afecta a los más jóvenes. En estudios no controlados, el nitrazepam ha demostrado eficacia en los espasmos infantiles y, a veces, se considera su uso en casos cuando otros medicamentos anticonvulsivos han fallado. Sin embargo, la somnolencia, la hipotonía y, lo que es más importante, la tolerancia a los efectos anticonvulsivos suelen desarrollarse con el tratamiento a largo plazo. Estos efectos negativos generalmente limitan el uso de nitrazepam en el tratamiento de las convulsiones agudas.

## Efectos secundarios
Los efectos secundarios más comunes pueden incluir: depresión del sistema nervioso central, que incluye somnolencia, mareos, estado de ánimo deprimido, fatiga, ataxia, dolor de cabeza, vértigo, deterioro de la memoria, deterioro de las funciones motoras, sensación de resaca por la mañana, dificultad para hablar y disminución del rendimiento físico. Se han reportado emociones adormecidas, estado de alerta reducido, debilidad muscular, visión doble y falta de atención. También se han reportado casos con pesadillas e insomnio de rebote.
El nitrazepam es una benzodiazepina de acción prolongada con una vida media de eliminación de 15 a 38 horas (promedio de 26 horas). Los efectos residuales, o de "resaca" después de la administración nocturna de nitrazepam, como la somnolencia, deterioro de las funciones psicomotoras y cognitivas, pueden persistir hasta el día siguiente de su uso, lo que puede afectar la capacidad de los usuarios para conducir vehículos de manera segura. Aumenta además el riesgo de caídas y fracturas de cadera.

### Cáncer
El uso de benzodiazepinas está asociado con un mayor riesgo en la aparición de algunas formas de cáncer. Sin embargo, la evidencia es contradictoria, lo que implica que se necesita más investigación para concluir con certeza que los productos de esta clase de medicamentos, incluyendo el nitrazepam realmente inducen a un mayor riesgo de contraer cáncer.

### Mortalidad
En un estudio de 302 pacientes, la terapia con nitrazepam, en comparación con otras terapias con medicamentos, aumenta el riesgo de muerte cuando se usa en pacientes con epilepsia intratable. El riesgo de muerte por la terapia con nitrazepam puede ser mayor en pacientes más jóvenes (niños menores de 3,4 años en el estudio) con epilepsia intratable. En los niños de mayor edad (mayores de 3,4 años), la tendencia parece invertirse en este estudio. Nitrazepam puede causar muerte súbita en niños. Puede causar incoordinación de la deglución, peristaltismo esofágico elevado, broncoespasmo, relajación cricofaríngea retardada y dificultad respiratoria grave que requiere asistencia ventilatoria en los niños. El nitrazepam puede promover el desarrollo de hiperactividad parasimpática o vagotonía, lo que lleva a una dificultad respiratoria potencialmente mortal en los niños.